# Shochiku
Shochiku Company Limited (松竹株式会社 Shōchiku Kabushiki gaisha?) (TYO: 9601) es un estudio de cine japonés y compañía de producción de kabuki. También produce y distribuye películas de anime. Sus directores más recordados incluyen Yasujirō Ozu, Kenji Mizoguchi, Mikio Naruse, Keisuke Kinoshita y Yōji Yamada. Shochiku también ha producido películas de directores independientes y "solitarios", como Takashi Miike, Takeshi Kitano, Akira Kurosawa y el director taiwanés de la Nueva Ola, Hou Hsiao-Hsien.

## Historia
Aunque fue fundada a finales del siglo XIX, el auge de Shochiku se produjo en la posguerra. Durante el período de la guerra, el presidente de Shochiku, Shiro Kido, ayudó a establecer la Greater Japan Film Association (Dai Nihon Eiga Kyokai), cuyo objetivo era coordinar los esfuerzos con la política del gobierno japonés. Desde mediados de la década de 1930 hasta el final de la Segunda Guerra Mundial, al igual que con otras compañías cinematográficas japonesas, las obras de Shochiku eran propagandísticas. Como resultado, después de la rendición de Japón, Kido, junto con el cofundador de Shochiku Otani, fue arrestado y acusado de crímenes de guerra Clase A por las autoridades de ocupación estadounidenses.
En 1953, después del final de la ocupación, Kido volvió a Shochiku y revivió el estilo melodramático de las películas que habían sido una marca de fábrica de Shochiku en la era de preguerra. Los directores asociados con Shochiku en esta era incluyeron a Yasujirō Ozu, Keisuke Kinoshita, Noboru Nakamura y Hideo Oba. Muchas de las películas durante la década de 1950 estaban dirigidas principalmente al público femenino. En particular, el largometraje de Hideo Oba ¿Cuál es tu nombre? (Kimi no na wa?, 1953) fue la película comercialmente más exitosa de la época.
A principios de la década de 1960, las películas de Shochiku fueron criticadas como "pasadas de moda" en comparación con la creciente popularidad de las películas orientadas a la juventud de los estudios Nikkatsu. El estudio respondió lanzando la nueva ola japonesa (Nuberu bagu) que también lanzó la carrera de Nagisa Oshima entre otros, aunque Oshima pronto se independizó; las películas de Oshima y otros cineastas no tuvieron éxito financiero y la compañía cambió sus políticas.
Sin embargo, la creciente amenaza de la televisión llevó a la quiebra a los competidores de Shochiku, Shintoho en 1961 y Daiei en 1971, mientras que Nikkatsu y Toei se adaptaron a películas de gánster y pornografía suave para mantener la asistencia. Shochiku siguió manteniendo su público orientado a la familia debido en gran parte al éxito fenomenal de la serie Otoko wa Tsurai dirigida por Yoji Yamada de 1969 a 1997. Sin embargo, con la muerte de su estrella Kiyoshi Atsumi, la serie llegó a su fin, y la empresa se enfrentaba a crecientes dificultades financieras.
El estudio Ofuna se transformó brevemente en un parque temático, Kamakura Cinema World, pero este fue cerrado en 1998 y el sitio fue vendido en 2000 a Kamakura Women's College. Desde ese momento, Shochiku ha confiado en su estudio de cine y backlot en Kioto. El filme de Yoji El ocaso del samurái (Tasogare Seibei, 2002) fue nominado para un Oscar como mejor película en idioma extranjero.